# 小電力セキュリティシステム
小電力セキュリティシステム（しょうでんりょくせきゅりてぃしすてむ）は、免許を要しない無線局の内の小電力無線局の一種である。

## 定義
総務省令電波法施行規則第6条第4項第3号に「主として火災、盗難その他非常の通報又はこれに付随する制御を行うものであつて、F1D、F2D若しくはG1D電波426.25MHz以上426.8375MHz以下の周波数のうち、426.25MHz及び426.25MHzに12.5kHzの整数倍を加えたもの（占有周波数帯幅が8.5kHz以下の場合に限る。）又は426.2625MHz及び426.2625MHzに25kHzの整数倍を加えたもの（占有周波数帯幅が8.5kHzを超え16kHz以下の場合に限る。）を使用し、かつ、空中線電力が1W以下であるもの」と定義している。
促音の表記は原文ママ
平成4年5月15日現在
総務省告示周波数割当計画では別表8-4に規定している。

## 概要
一般家庭や事業所などで侵入者や火災を検知し通報する機器で、電気通信回線に接続し遠隔地へ通報することができるものもある。
小電力無線局の一種であるので手続き不要で使用できる。 
技術基準は無線設備規則第49条の17及びこれに基づく告示にあり、これに基づき認証された適合表示無線設備を使用しなければならない。
電源設備、制御装置など一部を除き「一の筐体に収められており、容易に開けることができないこと」とされ、特殊ねじなどが用いられているので、利用者は改造はもちろん保守・修理の為であっても分解してはならない。
制度化当初から、電波システム開発センター（略称 RCR）（現・電波産業会（略称 ARIB））が、総務省令・告示の技術基準を含めて標準規格「RCR STD-30 小電力セキュリティシステムの無線局の無線設備」を策定している。
- 上記の内容は特定小電力無線局と同等である。

### 表示
適合表示無線設備には技適マークと技術基準適合証明番号又は工事設計認証番号の表示が必須であり、小電力セキュリティシステムを表す記号は、技術基準適合証明番号の英字の1～2字目のAZ

である。
従前は工事設計認証番号にも表示を要した。
- 工事設計認証番号の4字目がハイフン(-)のものに記号表示は無い。

## 技術的条件
用途
電波法施行規則の定義を受け、RCR STD-30では一般家庭や事業所などの屋外および屋内において防犯・非常通報の目的に使用するものとしている。
取り扱う信号はデジタル形式で、センサー系の信号だけではなく、電子鍵などの制御系信号も含まれる。但し、電気通信回線への選択信号は扱わない。
RCR STD-30の中では標準システムとして、四つのモデルをあげている。
| 区分  | 伝送速度    | 占有周波数帯幅        | 周波数間隔 | 応用                                 |
| ----- | ----------- | --------------------- | ---------- | ------------------------------------ |
| I型   | 1200bps程度 | 4kHz以下              | 12.5kHz    | 小規模で情報量の少ないシステム用     |
| II型  | 2400bps程度 | 4kHzを超え8.5kHz以下  | 12.5kHz    | 中規模で情報量の少ないシステム用     |
| III型 | 4800bps程度 | 8.5kHzを超え12kHz以下 | 25kHz      | 大規模で情報量の多いシステム用       |
| IV型  | 9600bps程度 | 12kHzを超え16kHz以下  | 25kHz      | 大規模で情報量の多い複雑なシステム用 |

周波数
占有周波数帯幅に応じ、48波又は24波が割り当てられている。これに基づき、RCR STD-30では二種類のチャネル構成を設定している。
| 番号 | 周波数(MHz)               | 周波数(MHz)                          |
| ---- | ------------------------- | ------------------------------------ |
| 番号 | 占有周波数帯幅 8.5kHz以下 | 占有周波数帯幅 8.5kHzを超え16kHz以下 |
| 1    | 426.2500                  | 426.2625                             |
| 2    | 426.2625                  | 426.2875                             |
| 3    | 426.2750                  | 426.3125                             |
| 4    | 426.2875                  | 426.3375                             |
| 5    | 426.3000                  | 426.3625                             |
| 6    | 426.3125                  | 426.3875                             |
| 7    | 426.3250                  | 426.4125                             |
| 8    | 426.3375                  | 426.4375                             |
| 9    | 426.3500                  | 426.4625                             |
| 10   | 426.3625                  | 426.4875                             |
| 11   | 426.3750                  | 426.5125                             |
| 12   | 426.3875                  | 426.5375                             |
| 13   | 426.4000                  | 426.5625                             |
| 14   | 426.4125                  | 426.5875                             |
| 15   | 426.4250                  | 426.6125                             |
| 16   | 426.4375                  | 426.6375                             |
| 17   | 426.4500                  | 426.6625                             |
| 18   | 426.4625                  | 426.6875                             |
| 19   | 426.4750                  | 426.7125                             |
| 20   | 426.4875                  | 426.7375                             |
| 21   | 426.5000                  | 426.7625                             |
| 22   | 426.5125                  | 426.7875                             |
| 23   | 426.5250                  | 426.8125                             |
| 24   | 426.5375                  | 426.8375                             |
| 25   | 426.5500                  |                                      |
| 26   | 426.5675                  |                                      |
| 27   | 426.5750                  |                                      |
| 28   | 426.5825                  |                                      |
| 29   | 426.6000                  |                                      |
| 30   | 426.6125                  |                                      |
| 31   | 426.6250                  |                                      |
| 32   | 426.6375                  |                                      |
| 33   | 426.6500                  |                                      |
| 34   | 426.6625                  |                                      |
| 35   | 426.6750                  |                                      |
| 36   | 426.6875                  |                                      |
| 37   | 426.7000                  |                                      |
| 38   | 426.7125                  |                                      |
| 39   | 426.7250                  |                                      |
| 40   | 426.7375                  |                                      |
| 41   | 426.7500                  |                                      |
| 42   | 426.7625                  |                                      |
| 43   | 426.7750                  |                                      |
| 44   | 426.7875                  |                                      |
| 45   | 426.8000                  |                                      |
| 46   | 426.8125                  |                                      |
| 47   | 426.8250                  |                                      |
| 48   | 426.8375                  |                                      |

| 通信方式                           | 電波の型式  | 空中線電力 | 混信防止機能                                                                                          |
| ---------------------------------- | ----------- | ---------- | --- |
| 単向通信方式 単信方式 同報通信方式 | F1D F2D G1D | 1W以下     | 通信時間制限装置 （電波を発射してから3秒以内に発射を停止し、2秒経過した後でなければ送信を行わない。） |

空中線 (アンテナ）
(1) 絶対利得は2.14dB以下。ただし、等価等方輻射電力が絶対利得2.14dBのアンテナに0.01Wの空中線電力を加えたときの値を超える場合はその超えた分を空中線の利得で減ずるものとし、当該値以下となる場合はその低下分を空中線の利得で補うことができるものとする。
(2) 一の筐体に収められていない場合は、その送信空中線の絶対利得は0dB以上でかつ等価等方輻射電力が絶対利得2.14dBのアンテナに0.01Wの空中線電力を加えたときの値以下。

## 技術基準適合認定との関係
電気通信回線に接続する機器は電気通信事業法の端末機器でもあり技術基準適合認定も要する。
この場合、技適マークの表示は単数でよい。

## 旧技術基準による機器の使用期限
無線設備規則のスプリアス発射等の強度の許容値に関する技術基準の改正により、旧技術基準に基づき認証された適合表示無線設備に使用期限が設定
された。
この使用期限は、コロナ禍により「当分の間」延期された。
詳細は小電力無線局#旧技術基準による機器の使用期限を参照。

## 沿革
1992年（平成4年）- 小電力セキュリティシステムの無線局が制度化
- 呼出名称記憶装置の搭載が義務付けられていたが、メーカー記号と製造番号を送信するもので具体的な使用者を特定できるものではなかった。[10]

1993年（平成5年）- RCRが「STD-30」を制定
1998年（平成10年）- 呼出名称記憶装置の搭載が廃止、混信防止機能の搭載が義務付け
- 通信時間制限装置の搭載が義務付け[12]

2005年（平成17年）- 電気通信回線への接続は義務とされなくなった。
2006年（平成18年）- 電波の利用状況調査で、770MHz以下の免許不要局の出荷台数を公表

- 以降、三年周期で公表

2012年（平成24年）- 電波の利用状況調査の周波数の境界が770MHzから714MHzに変更
2013年（平成25年）- 工事設計認証番号に小電力セキュリティシステムを表す記号の表示は不要に
2014年（平成26年）- 空中線電力が最大1Wに緩和
2023年（令和5年）- 電波の利用状況調査で、714MHz以下の免許不要局の出荷台数を公表
- 以降、二年周期で公表[17]

出荷台数
| 平成14年度 | 平成15年度 | 平成16年度                                         | 出典                                               |
| ---------- | ---------- | -------------------------------------------------- | -------------------------------------------------- |
| 284,955    | 451,831    | 608,765                                            | 第2章 電波利用システムごとの調査結果（免許不要局） |
| 平成17年度 | 平成18年度 | 平成19年度                                         | 出典                                               |
| 1,289,224  | 1,501,872  | 1,565,150                                          | 第2章 電波利用システムごとの調査結果（免許不要局） |
| 平成20年度 | 平成21年度 | 平成22年度                                         | 出典                                               |
| 542,310    | 920,288    | 1,104,668                                          | 第2章 電波利用システムごとの調査結果（免許不要局） |
| 平成23年度 | 平成24年度 | 平成25年度                                         | 出典                                               |
| 1,180,885  | 1,077,601  | 1,128,269                                          | 第2章 電波利用システムごとの調査結果（免許不要局） |
| 平成26年度 | 平成27年度 | 平成28年度                                         | 出典                                               |
| 1,720,602  | 1,890,339  | 1,565,321                                          | 第2章 電波利用システムごとの調査結果（免許不要局） |
| 平成29年度 | 平成30年度 | 令和元年度                                         | 出典                                               |
| 1,833,782  | 1,882,127  | 1,842,487                                          | 第2章 電波利用システムごとの調査結果（免許不要局） |
| 令和2年度  | 令和3年度  | 出典                                               | 出典                                               |
| 1,639,584  | 1,370,268  | 第2章 電波利用システムごとの調査結果（免許不要局） | 第2章 電波利用システムごとの調査結果（免許不要局） |